# Jacques Chevallier (homme politique)
Pour les articles homonymes, voir Jacques Chevallier et Chevallier.
Jacques Chevallier, né le 15 novembre 1911 à Bordeaux (France) et mort le 13 avril 1971 à Alger (Algérie), est un industriel et homme politique franco-algérien.

## Biographie
Jacques Chevallier est le fils d’Étienne Chevallier (1879-1957) et de son épouse, née Corinne de La Bédoyère Huchet de Kernion (1877-1934). C'est par sa famille paternelle qu'il est rattaché à l'Algérie : son grand-père paternel, Charles, après une première tentative infructueuse en 1884, s'installe à Alger où il fait rapidement fortune dans la tonnellerie (l'entreprise deviendra la première entreprise de tonnellerie de France). C'est à l'occasion d'un voyage d'affaires à La Nouvelle-Orléans pour le compte de l'entreprise paternelle qu'Étienne Chevallier rencontre celle qui, en 1906, deviendra sa femme : Corinne de La Bédoyère Huchet de Kernion, d'ascendance évidemment bretonne, mais de nationalité américaine. Le couple s'installe en 1909 à Bordeaux pour affaires. C'est là qu'ils donnent naissance en 1910 à un premier fils, Georges, puis, en 1911, à un second, Jacques. Ce dernier commence sa scolarité à Bordeaux. En 1919, avec toute sa famille, il s'installe à la Nouvelle-Orléans. Parfaitement bilingue, il y reçoit une éducation américaine. En 1921 la famille retourne s'installer à Alger après la mort du patriarche, Charles. Jacques fait toute sa scolarité chez les jésuites, sauf la dernière année qu'il accomplit au grand lycée d'Alger. Son baccalauréat en poche, il s'inscrit à la faculté de droit d'Alger. En 1931, il devance l'appel et fait son service militaire dans le 9e régiment de zouaves cantonné à Alger. En 1932, son service accompli, il reprend ses études de droit et se marie le 27 décembre avec Renée Missé (1909-2004), fille d'une famille installée en Algérie depuis plusieurs générations (ils auront ensemble sept enfants).
Catholique, il adhère aux idées du colonel de la Rocque. En 1934 il milite aux Volontaires Nationaux, mouvement dépendant des Croix de feu; en 1939 il préside la fédération d’Alger du Parti social français. En 1941 le gouvernement de Vichy le nomme maire d’El Biar (une fonction qu'il occupera jusqu'en 1943) et membre de la Commission financière de l’Algérie.
En 1944, le gaulliste Jacques Soustelle l’envoie en Amérique du Nord réorganiser le contre-espionnage de la France libre pour le compte du BCRA (Bureau central de renseignements et d'action) ; pendant deux ans il est le chef des services de liaison du contre-espionnage français en Amérique. Il se lie avec l’intellectuel anti-stalinien Boris Souvarine et devient l’un des fondateurs du mouvement Paix et Liberté. Anticommuniste, mais ni gaulliste ni compromis avec le régime de Vichy, il restera un homme de rassemblement soucieux des questions sociales.
En 1945, il est élu conseiller général d'Alger (et le restera jusqu'en 1956). Il se présente aux élections législatives de novembre 1946 sur la liste du Rassemblement républicain et d'union algérienne ; élu, il exerce son mandat jusqu'en 1951 : le 5/23 janvier 1951, hostile au statut adopté pour l'Algérie en 1947, il donne sa démission de député pour siéger à l'Assemblée algérienne sous l'étiquette RPF. En 1951, il fonde à l'Assemblée algérienne l'intergroupe des libéraux qui rassemble quarante délégués des deux collèges. Il ne siège toutefois qu'un an à l'Assemblée algérienne : le 27 janvier 1952, à la suite d'une élection partielle, il revient à l'Assemblée Nationale, où il siège sous l'étiquette républicain-indépendant (CNI) jusqu'en 1955. Il s’y occupe en particulier des questions nord-africaines et préconise une politique évolutive pour l’Algérie.
À la fin des années 1940, il écrit dans L'Écho d'Alger, journal appartenant à l'industriel Jean Duroux. Il est conseiller général et maire d’Alger de mai 1953 au 13 mai 1958. Il confie à l'architecte Fernand Pouillon le soin de la construction de HLM.
Il est nommé secrétaire d’État à la Guerre sur la suggestion de François Mitterrand, du 19 juin 1954 au 20 janvier 1955, puis ministre de la Défense nationale du 20 janvier au 23 février 1955 dans le gouvernement Pierre Mendès-France. Il prend les premières mesures militaires après le début de la guerre d'Algérie en novembre 1954.
Pendant la guerre d’Algérie, entre 1954 et 1958, il est considéré comme un libéral, dialoguant avec certains élus nationalistes du PPA-MTLD (mouvement de Messali Hadj) partisans d’un compromis et appelés « centralistes ». En 1956 il est le fondateur de la Fédération des libéraux d'Algérie avec Jean Scotto, futur évêque de Constantine et favorable à l'indépendance de l'Algérie. Cette même année il a également joué un rôle dans la tentative de trêve civile inspirée par Camus.
Lors de la crise du 13 mai 1958, son nom est conspué par la foule et il est évincé de la mairie et de la vie politique par l’Armée. Il publie l’ouvrage Nous, Algériens dans lequel il expose des propositions fédéralistes. Il se retire de la vie politique et s'installe à Paris.
En 1962, tandis que le terrorisme de l’OAS d'un côté, et du FLN de l'autre, frappe aveuglément et que commence l’exode des pieds-noirs, il sert d'intermédiaire à la tentative de compromis entre l’OAS (Jean-Jacques Susini) et le FLN (Abderrahmane Farès) pour mettre fin à la violence. La négociation tourne court.
Nommé vice-président du port autonome (1963-1964) et de la chambre de commerce d'Alger (1963-1966) par la nouvelle République algérienne, il est en 1964 l’un des premiers et rares Français[réf. souhaitée] à acquérir la nationalité algérienne après l’indépendance du pays. En 1965, avec l'aide d'Abdelaziz Maoui, ministre du Tourisme, et en association avec Fernand Pouillon, il fonde - et gère - la Société pour l'aménagement et l'équipement du tourisme en Algérie (AETA).
Il meurt des suites d'un cancer du poumon le 13 avril 1971 dans sa résidence d'El-Biar, que son arrière-grand-père Louis acheta en 1842 à la famille de Hussein Dey.
Il est le père de l’historienne et romancière franco-algérienne Corinne Chevallier, qui vit toujours à Alger.